# Veduta di Amersfoort
La Veduta di Amersfoort è un dipinto (205x430 cm) realizzato nel 1671 c. dal pittore olandese Matthias Withoos.
Rappresenta una colossale veduta aerea della città, che il pittore non poteva aver visto direttamente con i suoi occhi, ma che fu composta in studio a partire da differenti vedute ottenute dall'alto, come ad esempio da colline, campanili o bastioni. Caratteristica di questo dipinto è la rappresentazione della città di profilo, come veduta da un'altezza relativamente bassa.
La città, circondata da mura al centro del dipinto, è vista da nord-ovest. All'interno delle mura si notano l'alta torre (Lange Jan) del Lievevrouwekapel e a sinistra la Sint Joriskerk. A destra la Utrechtsepoort segna l'inizio della strada per Utrecht, mentre a sinistra in corrispondenza della Koppelpoort il fiume Eem scorre fuori dalla città.
In primo piano, un carro carico di sacchi e trainato da tre cavalli attraversa il paesaggio.
Il 13 novembre 1671, il borgomastro di Amersfoort propose l'acquisto di quest'opera per ornare il municipio ora ed in futuro. Il 27 novembre fu deciso di pagare Withoos 200 ducati d'argento, una somma così elevata da poter essere giustificata solo da questo enorme quadro. Probabilmente non fu commissionato dal consiglio comunale, ma essendo Withoos parte di tale consiglio, questi potrebbe averlo eseguito con l'assicurazione che sarebbe riuscito a venderlo alla municipalità.